# 李呈祥
李呈祥（？—1688年），字吉津，山東霑化縣人。明末清初政治人物。明崇禎末科進士，入翰林。明亡仕清，因建言分别滿漢文武事，謫戍盛京。

## 生平
明崇禎十五年（1642年）壬午科山東鄉試舉人，崇禎十六年（1643年）聯捷癸未科進士，選翰林院庶吉士。李自成破北京，報名被執。
明亡後仕清，順治初年，授職編修，累遷少詹事。順治十年（1653年）二月，上疏條陳部院衙門應裁去滿官，專用漢人。世祖十分不滿，下詔斥責。呈祥於是遭到副都御史宜巴漢等彈劾，被奪官下獄，以“巧言亂政”罪名擬斬。世祖免其死罪，流放盛京。八年後獲釋歸。山居多年。康熙二十七年（1688年）卒。

## 著作
著作有《木齋詩》及《東村文集》行世。

### 引用
1. ↑  《甲申傳信錄·卷五》：李呈祥，山東沾化縣人。……右九人為長班，報名被執。
2. ↑  . : 卷244·列傳三十一.
3. ↑  民國二十年手鈔稿本《霑化縣志·7卷》273：李呈祥，號吉津，崇禎癸未進士，選庶吉士。順治初，授編修、祭酒、少詹兼祕書院侍講學士。以建言分别滿漢文武事謫徙盛京，居瀋八年，講學不輟。庚子秋，奉旨免罪入京，疏謝歸里。山居二十八年。著有《木齋詩》《東村文集》行於世。卒祀鄕賢。

### 书籍
- 《清史稿》